# Ernst-Georg Schwill

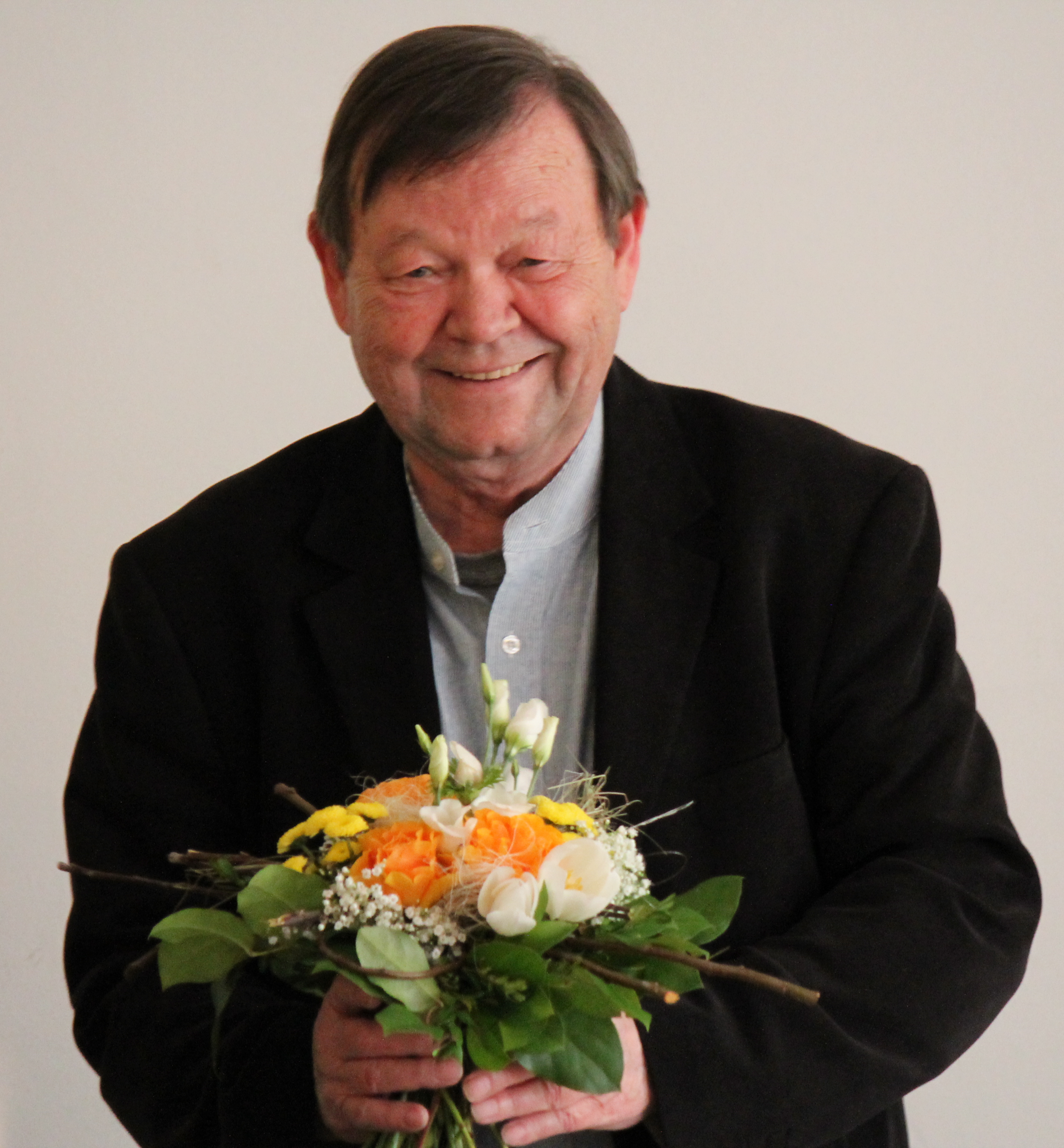
Ernst-Georg Schwill, 2013

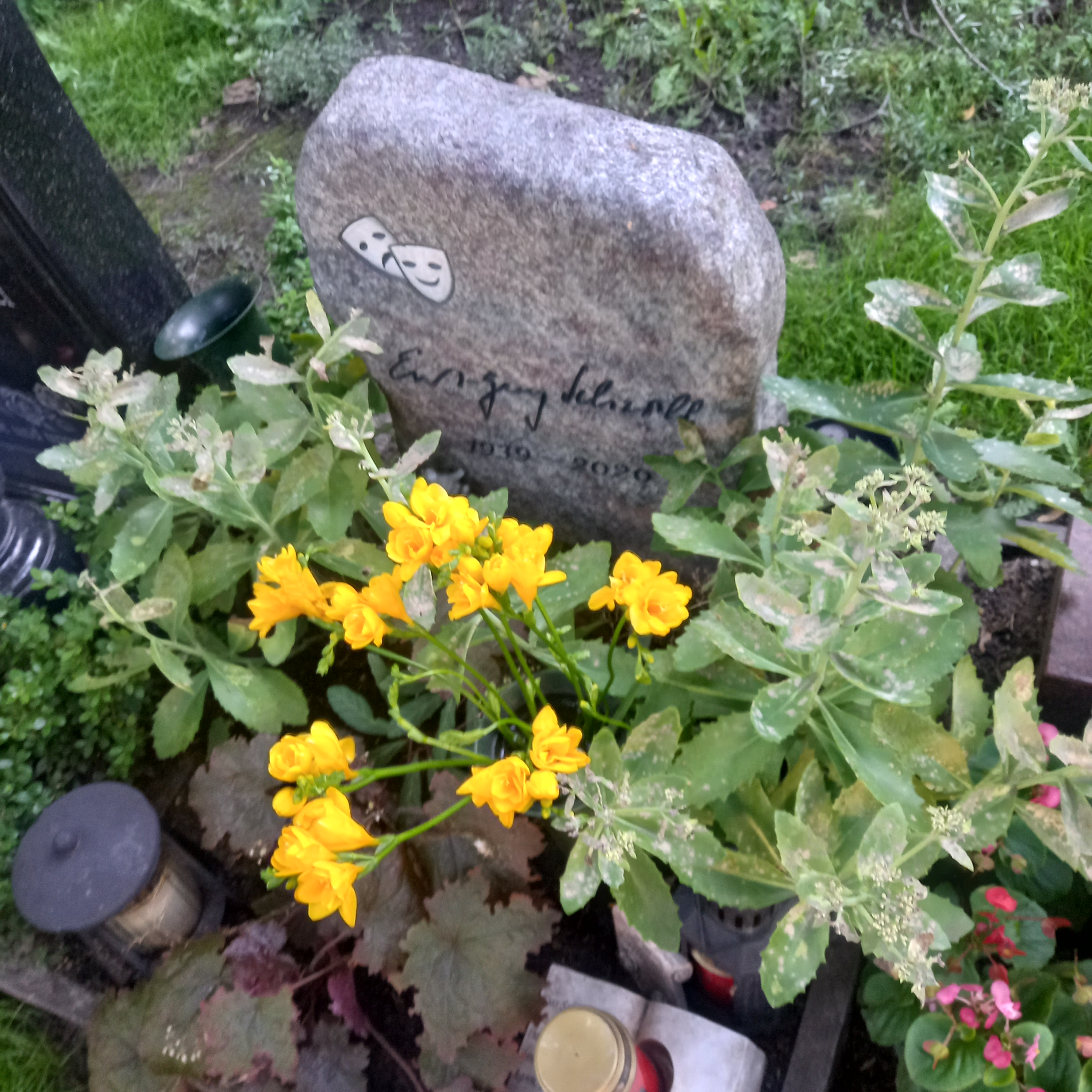
Das Grab von Ernst-Georg Schwill auf dem evangelischen Georgen-Parochialkirchhof I in Berlin

Ernst-Georg Schwill (* 30. März 1939 in Berlin; † 9. April 2020 ebenda) war ein deutscher Schauspieler.

## Leben
Schwill wuchs mit seinen vier Geschwistern bei seiner Mutter und später als Waisenkind zunächst bei seiner Tante auf. Anschließend lebte er in einem Heim für Schwererziehbare und im Kinderheim in der Königsheide in Berlin. Hier wurde er als 14-Jähriger von Filmregisseur Gerhard Klein für den DEFA-Kriminalstreifen Alarm im Zirkus (1954) entdeckt. Seinen Berufswunsch als Autoschlosser gab Schwill zugunsten einer Laufbahn beim Film auf. Er absolvierte zunächst eine Ausbildung als Filmfotograf, um Kameramann werden zu können, studierte dann von 1957 bis 1960 Schauspiel an der Deutschen Hochschule für Filmkunst in Babelsberg.
Während seiner Ausbildung und seines Studiums erfolgte eine umfangreiche Filmarbeit für die DEFA, deren Schauspielensemble er kurzzeitig angehörte. Zu seinen bekanntesten Filmrollen gehörten der Jugendliche „Kohle“ in Berlin – Ecke Schönhauser…, der Rainer Meister in Heiner Carows im Jahr 1958 gedrehten antifaschistischen Film Sie nannten ihn Amigo sowie seine Verkörperung des Willi Seifert in Frank Beyers Fünf Patronenhülsen aus dem Jahr 1960. 1962 agierte er als Bär verkleidet in dem DEFA-Märchenfilm Rotkäppchen nach einer Vorlage der Brüder Grimm und Jewgeni Lwowitsch Schwarz.
Neben seiner künstlerischen Arbeit engagierte sich Schwill auch politisch. Anfang der 1960er Jahre wurde er Kandidat im FDJ-Zentralrat. Vom 27. Oktober 1964 bis zum 22. Mai 1973 war Schwill als IM „Jacob“ für das Ministerium für Staatssicherheit der DDR tätig. Von 1983 bis 1989 war er als IM „Maxe“ erneut für das MfS tätig.
Schwill war kurzzeitig Mitglied des Erich-Weinert-Ensembles (EWE) der Nationalen Volksarmee in Berlin-Biesdorf.
Nach einem zweijährigen Theaterengagement am Berliner Ensemble und am Deutschen Theater arbeitete Schwill zunächst freischaffend, bevor er 1970 wieder als fester Schauspieler beim Deutschen Fernsehfunk der DDR unter Vertrag genommen wurde. In den späten 1960er, den 1970er und den 1980er Jahren spielte er vorwiegend in Nebenrollen in Fernsehfilmen, -serien und -spielen mit, beispielsweise in Inszenierungen des Fernsehtheaters Moritzburg wie Zwischen den Fronten (1968) von Otto Gotsche, Die Vielredner und Das Wundertheater (1972) von Miguel de Cervantes, Wenn der Rosenkavalier kommt… (1974) von Helmut Grosz, Ein Berg Abwasch (1975) von Paul Herbert Freyer, Ein total verrückter Einfall (1981) von Carl Laufs, La Mandragola (1984) von Niccolò Machiavelli und der Folge Der Hundezwinger (1989) von Ursula Damm-Wendler aus der Gerichtsserie Von Fall zu Fall ab 1989.
Auch nach der Wende 1989 erhielt Ernst-Georg Schwill Rollen in Fernsehserien wie Für alle Fälle Stefanie, Mama ist unmöglich, der Kinderserie Die Gespenster von Flatterfels, in der er den Gauner Paul spielt, vor allem aber in der Fernsehreihe Polizeiruf 110, in der er von 1972 bis 1997 in elf Folgen mitwirkte, und im Tatort aus Berlin, wo er von 1999 bis 2013 den Assistenten Lutz Weber darstellte. Zuletzt (2018) war er in einer Nebenrolle in der zweiten Folge der ARD-Kriminalfilmreihe Der Prag-Krimi zu sehen.
Im Jahr 2008 erschienen seine Lebenserinnerungen unter dem Titel Is doch keene Frage nich. 2012 wurde unter dem Titel Icke, meine und andere Tatorte. Geschichten. im Verlag am Park ein weiteres Buch mit persönlichen Geschichten von ihm veröffentlicht.
Am 9. April 2020 starb Schwill in Berlin im Alter von 81 Jahren an einem Herzinfarkt. Er war verheiratet und hatte eine Tochter. Er fand seine letzte Ruhestätte auf dem Friedhof I der Georgen-Parochialgemeinde in Berlin-Prenzlauer Berg, Greifswalder Straße 229.

## Darstellung Schwills in der bildenden Kunst (Auswahl)
- Bruno Bernitz: Der Schauspieler Ernst Georg Schwill (Tafelbild, Öl; 1964)[8]

## Filmografie (Auswahl)
- 1954: Alarm im Zirkus
- 1956: Eine Berliner Romanze
- 1957: Berlin – Ecke Schönhauser…
- 1959: SAS 181 antwortet nicht
- 1959: Sie nannten ihn Amigo
- 1959: Maibowle
- 1960: Fünf Patronenhülsen
- 1960: Einer von uns
- 1960: Silvesterpunsch
- 1961: Das Rabauken-Kabarett
- 1961: Das Kleid
- 1962: Rotkäppchen
- 1962: Die aus der 12b
- 1964: Die Suche nach dem wunderbunten Vögelchen
- 1965: Berlin um die Ecke
- 1966: Die Reise nach Sundevit
- 1966: Der Staatsanwalt hat das Wort: Der Rosenkavalier (TV-Mehrteiler)
- 1966: Flucht ins Schweigen
- 1966: Der Staatsanwalt hat das Wort: Am Mozartplatz
- 1967: Der Staatsanwalt hat das Wort: Meine Schwester
- 1967: Geschichten jener Nacht
- 1967: Hochzeitsnacht im Regen
- 1967: Ein Lord am Alexanderplatz
- 1968: Schüsse unterm Galgen
- 1968: Abschied
- 1968: Wege übers Land (TV-Mehrteiler)
- 1968: Mord am Montag
- 1968: Er kam mit dem Herbstwind (Fernsehtheater Moritzburg)
- 1969: Der Weihnachtsmann heißt Willi
- 1969: Nebelnacht
- 1970: Im Spannungsfeld
- 1970: Meine Stunde Null
- 1970: Hart am Wind
- 1970: Zollfahndung (TV-Serie)
- 1971: Optimistische Tragödie
- 1972: Trotz alledem!
- 1972: Polizeiruf 110: Blutgruppe AB (TV-Reihe)
- 1973: Der Staatsanwalt hat das Wort: Nachteinkäufe
- 1973: Rotfuchs
- 1973: Zement
- 1973: Nacht der Geheimnisse (Fernsehtheater Moritzburg)
- 1974: Die eigene Haut
- 1974: Die Frauen der Wardins (TV-Dreiteiler)
- 1974: Der Leutnant vom Schwanenkietz (TV-Dreiteiler)
- 1974: Polizeiruf 110: Das Inserat
- 1975: Polizeiruf 110: Zwischen den Gleisen
- 1975: Die schwarze Mühle
- 1975: Fahrradtour (Fernsehtheater Moritzburg)
- 1976: Spielereien (Fernsehtheater Moritzburg)
- 1976: Spätpodium: Blauer Dunst (Fernsehtheater Moritzburg)
- 1976: Unglück im Spiel (Fernsehtheater Moritzburg)
- 1977: Wer reißt denn gleich vor’m Teufel aus
- 1977: Der kleine Zauberer und die große Fünf
- 1978: Scharnhorst (TV-Mehrteiler)
- 1978: Zwerg Nase
- 1979: Zugvogel am Sund
- 1979: Einfach Blumen aufs Dach
- 1979: Pinselheinrich
- 1979: Lachtauben weinen nicht
- 1980: Archiv des Todes (TV-Miniserie)
- 1980: Polizeiruf 110: Zeugen gesucht
- 1980: Max und siebeneinhalb Jungen
- 1981: Asta, mein Engelchen
- 1981: Die Stunde der Töchter
- 1982: Guten Tag, Herr Monteur, mein Mann ist auf Montage (Fernsehtheater Moritzburg)
- 1982: Der blaue Oskar (Fernsehtheater Moritzburg)
- 1982: Rächer, Retter und Rapiere (siebenteilige Fernsehserie der DDR)
- 1983: Die Schüsse der Arche Noah
- 1983: Fariaho
- 1984: Der Lude
- 1984: Das Puppenheim in Pinnow
- 1984: Polizeiruf 110: Schwere Jahre (1. Teil)
- 1985: Weiße Wolke Carolin
- 1986: Der Hut des Brigadiers
- 1987: Altes Herz geht auf die Reise
- 1987: Kiezgeschichten
- 1987: Hasenherz
- 1987: Polizeiruf 110: Der Tote zahlt
- 1987: Unser schönster Urlaub (Fernsehtheater Moritzburg)
- 1988: Polizeiruf 110: Der Kreuzworträtselfall
- 1988: Rapunzel oder der Zauber der Tränen
- 1988: Märkische Chronik (TV-Serie)
- 1989: Zwei schräge Vögel
- 1989: Johanna (TV-Serie)
- 1990: Polizeiruf 110: Falscher Jasmin
- 1990: Polizeiruf 110: Allianz für Knete
- 1990: Alter schützt vor Liebe nicht
- 1991: Feuerwache 09 (TV-Serie)
- 1991: Unser Haus
- 1992: Banale Tage
- 1992–1996: Die Gespenster von Flatterfels (Fernsehserie)
- 1993: Motzki (Fernsehserie, 2 Folgen)
- 1993: Anna annA
- 1995: Polizeiruf 110: Alte Freunde
- 1995: Die Bratpfannenstory
- 1996: Polizeiruf 110: Kurzer Traum
- 1996: Der Millionär (Fernsehspiel)
- 1997: Polizeiruf 110: Der Tausch
- 1997: Die Wache (TV-Serie, 1 Folge)
- 1999: Klemperer – Ein Leben in Deutschland
- 1999: Tatort: Dagoberts Enkel
- 2000: Tatort: Von Bullen und Bären
- 2000: Deutschlandspiel
- 2001: Tatort: Berliner Bärchen
- 2001: Tatort: Tot bist Du!
- 2001: Tatort: Der lange Arm des Zufalls
- 2002: Tatort: Zahltag
- 2002: Unser Papa, das Genie
- 2002: Tatort: Filmriss
- 2002: Wie erziehe ich meine Eltern?
- 2002: Tatort: Zartbitterschokolade
- 2003: Good Bye, Lenin!
- 2003: Tatort: Rotkäppchen
- 2003: Tatort: Die Liebe und ihr Preis
- 2003: Tatort: Rosenholz
- 2003: Tatort: Dschungelbrüder
- 2003: Tage des Sturms
- 2003: Alles Samba
- 2004: Tatort: Eine ehrliche Haut
- 2004: Tatort: Der vierte Mann
- 2004: Ein Fall für zwei – Gigolo
- 2004: Ein Engel namens Hans-Dieter
- 2004: Löwenzahn (Fernsehserie, 1 Folge)
- 2005: Die Nachrichten
- 2005: Tatort: Leiden wie ein Tier
- 2005: Tatort: Todesbrücke
- 2006: Tatort: Kunstfehler
- 2006: Tatort: Liebe macht blind
- 2006: Schloss Einstein (Fernsehserie, 3 Folgen)
- 2006: Niemand liebt Dich so wie ich (Kurzfilm)
- 2006: Ein starkes Team: Dunkle Schatten (TV-Reihe)
- 2007: Wie angelt man sich seine Chefin?
- 2007: Der Kriminalist (Fernsehserie, 1 Folge)
- 2007: Tatort: Dornröschens Rache
- 2007: Tatort: Schleichendes Gift
- 2008: Tatort: Tod einer Heuschrecke
- 2008: Tatort: Blinder Glaube
- 2008: Donna Leon – Blutige Steine (TV-Reihe)
- 2008: In aller Freundschaft (Fernsehserie, 1 Folge)
- 2008: Notruf Hafenkante (Fernsehserie, 1 Folge)
- 2008: Küss mich, wenn es Liebe ist
- 2009: Der Kaiser von Schexing (Fernsehserie, 1 Folge)
- 2009: SOKO Leipzig (Fernsehserie, 1 Folge)
- 2009: Liebling, weck die Hühner auf
- 2009: Tatort: Schweinegeld
- 2009: Tatort: Oben und unten
- 2010: Tatort: Hitchcock und Frau Wernicke
- 2010: Tatort: Die Unmöglichkeit, sich den Tod vorzustellen
- 2010: 380.000 Volt – Der große Stromausfall
- 2010: Das Geheimnis in Siebenbürgen
- 2011: Es ist nicht vorbei
- 2011: Fragmente
- 2011: Tatort: Edel sei der Mensch und gesund
- 2011: Tatort: Mauerpark
- 2012: Tatort: Alles hat seinen Preis
- 2012: Tatort: Dinge, die noch zu tun sind
- 2012: Sushi in Suhl
- 2012: Der Turm (TV-Zweiteiler)
- 2012: Blonder als die Polizei erlaubt
- 2012: Götter wie wir (Fernsehserie)
- 2013: Sieben Tage ohne
- 2013: Tatort: Machtlos
- 2013: Tatort: Gegen den Kopf
- 2014: Die Dienstagsfrauen – Sieben Tage ohne
- 2015: SOKO Wismar (Fernsehserie, 1 Folge)
- 2015: Die Krone von Arkus
- 2016: Das letzte Abteil
- 2016: Böse Wetter – Das Geheimnis der Vergangenheit
- 2017: Die Anfängerin
- 2018: Der Prag-Krimi – Der kalte Tod

## Hörspiele
- 1968: Rolf Gumlich: Verliebt über anderthalb Ohren – Regie: Horst Gosse (Kinderhörspiel – Rundfunk der DDR)
- 1969: Karl-Heinrich Bonn/Maria Bonn: Die Reise nach K. – Regie: Wolfgang Brunecker (Hörspiel – Rundfunk der DDR)
- 1974: Wolf D. Brennecke: Abriss eines Hauses – Regie: Fritz-Ernst Fechner (Hörspiel – Rundfunk der DDR)
- 1989: Peter Brasch: Santerre (Thuriot) – Regie: Joachim Staritz (Hörspiel – Rundfunk der DDR)
- 2010: Beate Dölling: Der Hundekönig von Kreuzberg – Regie: Klaus-Michael Klingsporn (Kinderhörspiel – DKultur)